# Fresnay-l’Évêque
Fresnay-l’Évêque (Aussprache [fʁɛˈnɛ leˈvɛk]) ist eine französische Gemeinde mit 741 Einwohnern (Stand: 1. Januar 2022) im Département Eure-et-Loir in der Region Centre-Val de Loire. Die Gemeinde gehört zum Arrondissement Chartres und zum Gemeindeverband Communauté de communes Cœur de Beauce. Die Einwohner werden Fraxinétains und Fraxinétaines genannt.

## Geografie
Fresnay-l’Évêque liegt in der baumlosen Landschaft Beauce etwa auf halbem Weg zwischen Chartres und Orléans, jeweils 35 Kilometer voneinander entfernt. Umgeben wird Fresnay-l’Évêque von den Nachbargemeinden Levesville-la-Chenard im Norden und Nordosten, Neuville Saint Denis im Osten, Trancrainville im Südosten, Guilleville im Süden, Ymonville im Westen und Südwesten sowie Moutiers im Nordwesten. Durch das Gemeindegebiet führt im Osten die Autoroute A10.

## Bevölkerungsentwicklung
| Jahr                      | 1962 | 1968 | 1975 | 1982 | 1990 | 1999 | 2006 | 2013 |
| Einwohner                 | 658  | 624  | 516  | 510  | 555  | 560  | 635  | 743  |
| Quelle: Cassini und INSEE |      |      |      |      |      |      |      |      |

## Sehenswürdigkeiten
- Kirche Saint-Jean-Baptiste aus dem 12. Jahrhundert mit Umbauten aus dem 16. Jahrhundert
- Schloss und Kapelle von Saint-Germain-le-Desiré aus dem 15. Jahrhundert
- Gutshof Le Reclette, Monument historique seit 1928, historischer Bischofssitz

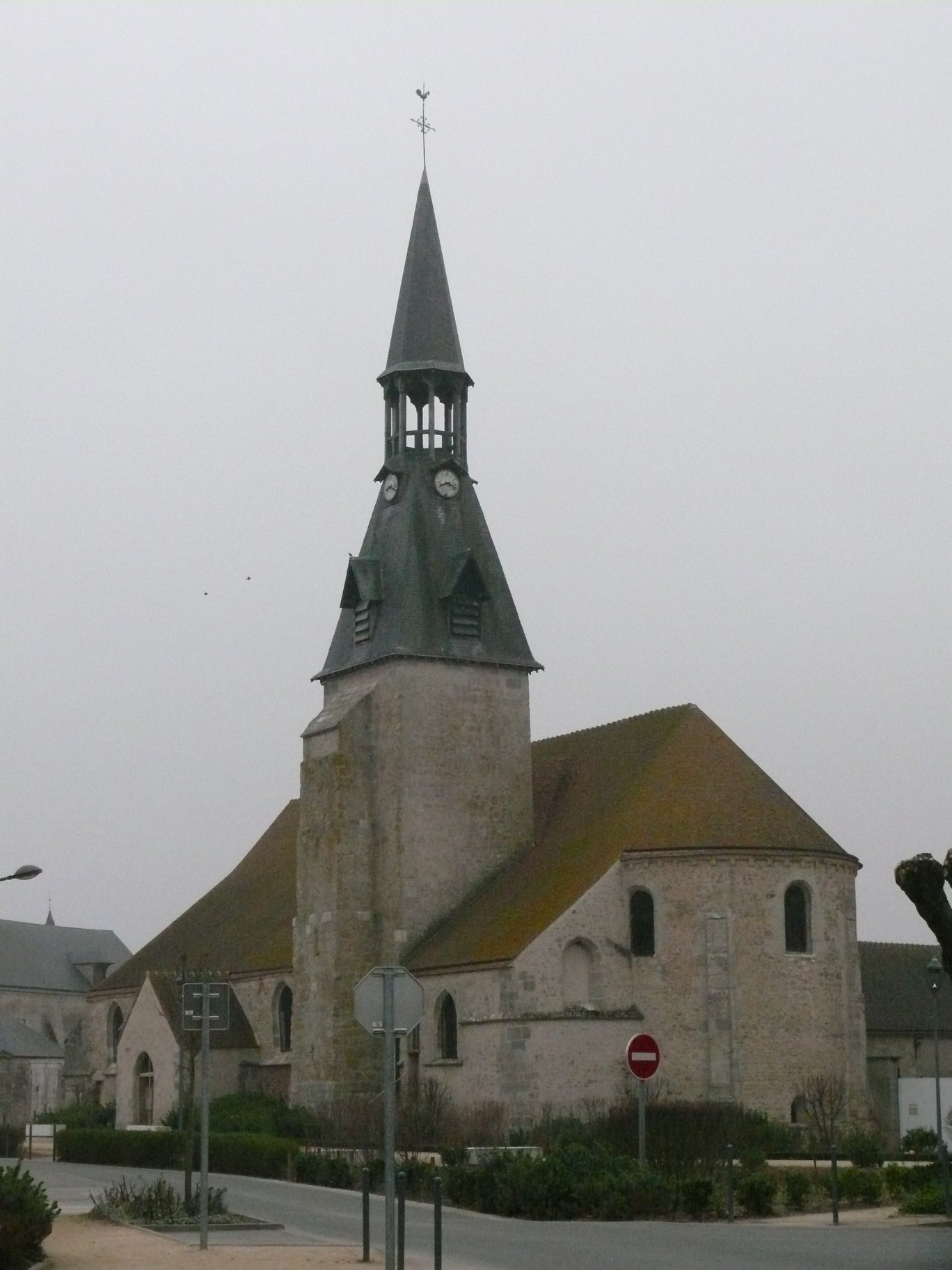
Kirche Saint-Jean-Baptiste
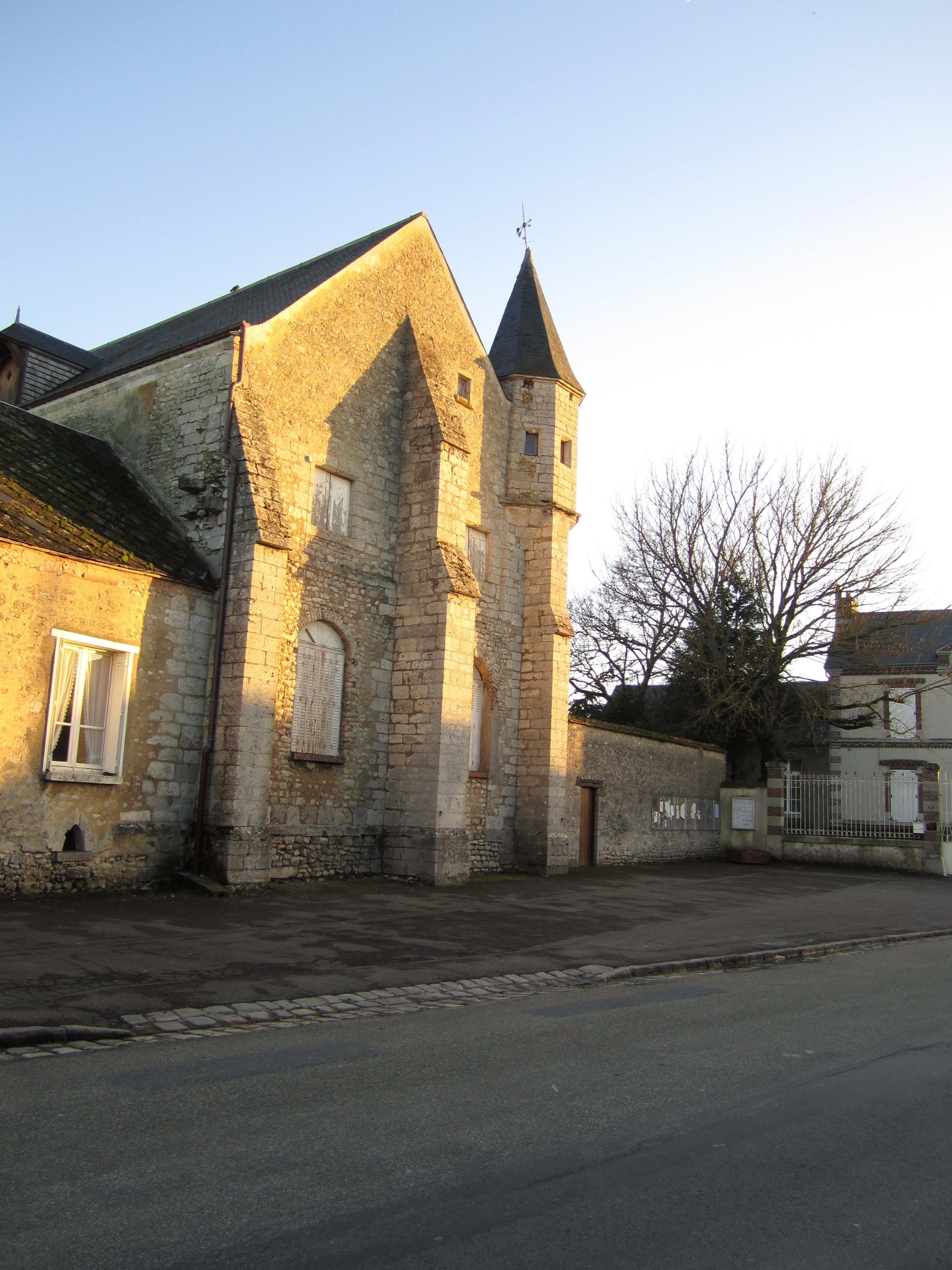
Gutshof Le Reclette